# PLX
PLX（Picatinny Liquid Explosive、通称：ピカティニ）は液体爆薬の一種である。
ニトロメタン95%とエチレンジアミン5%を混合した、わずかに黄色がかった液体である。運搬時には別々の容器に保存しておき、起爆する直前に混合する。
地雷駆除のために第二次世界大戦の間にニュージャージー州の米国陸軍のピカティニ工廠で開発された。大韓航空機爆破事件で使用されたと言われている(証拠が無いため推測である)。また、イギリスで起きたテロ未遂事件でも使用されたと言われている。